# Batman és Drakula
A Batman és Drakula (eredeti cím: The Batman vs Dracula) 2005-ben bemutatott amerikai animációs film, melynek rendezői Michael Goguen, Sam Liu, Brandon Vietti és Seung Eun Kim, producerei Jeff Matsuda, Linda M. Steiner, Duane Capizzi, Michael Goguen, Kimberly A. Smith, Sander Schwartz, Alan Burnett, Benjamin Melniker és Michael Uslan, a zeneszerzője Thomas Chase Jones, az írója Duane Capizzi. A filmet a DC Comics, a Warner Bros. Family Entertainment és a Warner Bros. Animation gyártásában készült, a Warner Home Video forgalmazta. Műfaját tekintve akciófilm.
Amerikában 2005. október 18-án mutatták be, Magyarországon 2006. április 16-án jelent meg DVD-n.

## Cselekménye
A történet szerint Pingvin megszökik a börtönből, mely szökés után véletlenül életre hívja a legendás vámpírt, Drakulát. A denevér a szolgájává tett Pingvinnel elkezdi Gotham City lakóit vámpírrá változtatni, külön figyelmet szentelve Vicky Vale riporternője. Batman azonban ezt nem hagyja, és minden tudását és erejét összeszedve igyekszik legyőzni Drakulát, aki a vámpírrá változtatott Joker-t is ráküldi.

## Szereplők
| Szereplő                   | Színész                  | Magyar hang    |
| -------------------------- | ------------------------ | -------------- |
| Bruce Wayne / Batman       | Rino Romano              | Hamvas Dániel  |
| Joker                      | Kevin Michael Richardson | Koroknay Géza  |
| Drakula                    | Peter Stormare           | Vass Gábor     |
| Alfred Pennyworth          | Alastair Duncan          | Fazekas István |
| Oswald Cobblepot / Pingvin | Tom Kenny                | Orosz István   |
| Vicky Vale                 | Tara Strong              | Zakariás Éva   |